# Mylopharyngodon piceus
La carpa nera (Mylopharyngodon piceus (Richardson, 1846); in cinese 乌鰡S, wūliúP o 青魚T, 青鱼S, qīngyúP) è una grossa specie di carpa originaria della Cina.

## Descrizione
Per quanto riguarda l'aspetto, la carpa nera è molto simile alla carpa erbivora (Ctenopharyngodon idella), anche se differisce da questa per le macchie più scure (da marrone scuro a grigio scuro a seconda del tipo di acqua), alle quali deve il nome comune.
Il pesce ha un corpo allungato e appiattito con grandi scaglie, testa e bocca relativamente piccole e pinna caudale profondamente incisa. Le pinne presentano la seguente formula: dorsale 7–9, anale 7–9. Con i suoi potenti denti faringei è in grado di frantumare il rivestimento di cozze e lumache. La carpa nera raggiunge generalmente un metro di lunghezza e 30 chilogrammi di peso.
Nel 2004, un esemplare catturato con la lenza nel bacino artificiale di Shiba nella provincia dell'Anhui, in Cina, è ritenuto essere il più grande esemplare della sua specie catturato con la canna fino ad oggi: pesava 72,5 chilogrammi. Un esemplare rinvenuto nel bacino artificiale di Jinniushan vicino a Nanchino, catturato con una rete dai dipendenti del bacino, era ancora più grande: pesava 106 chilogrammi ed era lungo 174 centimetri. Fonti non confermate, riferiscono che nello Yangtze ci fossero esemplari lunghi anche due metri.

## Distribuzione e habitat
La specie è originaria dell'Asia orientale; in Cina è presente in molti fiumi che sfociano nel Pacifico, come il Fiume delle Perle (Zhu Jiang) o l'Amur (Heilong Jiang), così come in Manciuria e nella Russia sud-orientale e nel Fiume Rosso (Honghe) nel Vietnam settentrionale. Dalla nativa Cina è stata introdotta in numerosi paesi di Europa, Asia e America. Negli Stati Uniti, quattro specie (la carpa nera, la carpa erbivora, la carpa argentata e la carpa testa grossa) vengono indicate collettivamente come «carpe asiatiche», anche se la carpa nera non sia così diffusa come le altre.

## Biologia
Questo pesce vive vicino al fondo e si nutre principalmente di lumache acquatiche e cozze. Vive a profondità comprese tra i 5 e i 30 metri in acque con un pH compreso tra 7,5 e 8,5. Il suo habitat sono i fiumi e i laghi di pianura con acqua limpida e alte concentrazioni di ossigeno. La carpa nera intraprende migrazioni riproduttive a monte e depone le uova in acque libere. Le uova sono pelagiche o semipelagiche e vengono trascinate a valle dalla corrente, man mano che i piccoli si sviluppano. Gli avannotti e, successivamente, i giovani vanno in cerca di paludi alluvionali o di corsi d'acqua a flusso molto lento. Nelle fasi iniziali, i giovani pesci si nutrono di zooplancton. La specie può vivere probabilmente fino a 15 anni; non vi sono prove di esemplari vissuti 20 anni.

## Rapporti con l'uomo
La carpa nera viene utilizzata per il consumo alimentare nella sua terra natale e da essa vengono ricavati prodotti per la medicina tradizionale. Nella policoltura degli allevamenti cinesi, M. piceus, insieme alla carpa erbivora, alla carpa argentata e alla carpa testa grossa, è una delle specie meglio rappresentate e viene allevata da oltre mille anni. Dal momento che viene allevata in quantità minori, la sua carne raggiunge il prezzo di mercato più elevato. In Cina e Giappone, la carpa nera è una preda popolare tra i pescatori sportivi, grazie alle dimensioni che raggiunge.

### Introduzione negli Stati Uniti
Negli Stati Uniti, la carpa nera è stata introdotta per tenere sotto controllo le lumache acquatiche negli impianti di acquacoltura. Le lumache acquatiche sono spesso ospiti intermedi di trematodi e possono quindi portare alla diffusione di malattie dei pesci. La legge statunitense impone di allevare solo esemplari triploidi di M. piceus per avere una prole sterile che non si riprodurrà ulteriormente anche se dovesse finire accidentalmente in acque libere. Per produrre pesci con un corredo genetico triploide, sono necessari esemplari diploidi fertili. Il rilascio di pesci sterili o fertili di carpa nera è vietato in tutti gli stati del paese. Tuttavia, sono state registrate catture allo stato selvatico nel Mississippi, nel White River/Arkansas, nel fiume Atchafalaya e nel Red River in Louisiana e nel fiume Osage nel Missouri. Gli scienziati hanno scoperto che alcuni esemplari erano diploidi e potevano quindi riprodursi tranquillamente in natura. La carpa nera è considerata una grave minaccia per la malacofauna locale ed è stata classificata come specie nociva nel 2007.

## Tassonomia
Mylopharyngodon piceus è l'unica specie del genere Mylopharyngodon.